# Giulia minore (nipote di Augusto)
Vipsania Giulia Agrippina (in latino Vipsania Iulia Agrippina; 19 a.C. – Isole Tremiti, 28 o 29), meglio nota come Giulia minore (Iulia minor), è stata una nobildonna romana, membro della dinastia giulio-claudia in quanto nipote dell'imperatore Augusto.

## Famiglia
Giulia era la seconda figlia di Marco Vipsanio Agrippa e di Giulia maggiore. La madre era la figlia di Augusto e della sua seconda moglie Scribonia.
Ebbe come fratelli Gaio Vipsanio Agrippa (noto come Gaio Cesare in quanto poi adottato da Augusto), Lucio Vipsanio Agrippa (noto come Lucio Cesare dopo la sua adozione da parte di Augusto), Giulia Vipsania Agrippina (meglio nota come Agrippina maggiore, moglie di Germanico e madre di Caligola) e Marco Vipsanio Agrippa Postumo. Vipsania Agrippina, prima moglie di Tiberio e poi di Gaio Asinio Gallo, era sua sorellastra, in quanto figlia di un precedente matrimonio di Agrippa.

## Biografia
Augusto diede una educazione morigerata alla propria nipote, come pure alle altre donne della sua famiglia. Fece loro insegnare come lavorare la lana, una delle attività tipiche delle matrone romane, e fece tenere un diario di tutte le cose che facevano o dicevano, impedendo loro di incontrare stranieri.
Sposò Lucio Emilio Paolo, console per l'anno 1, che era figlio di Cornelia Scipione, figlia di un precedente matrimonio di sua nonna materna Scribonia e dunque sorellastra della madre Giulia maggiore.  
Paolo e Giulia si fecero costruire una vasta e sontuosa villa di campagna, ma Augusto, che odiava tali forme di ostentazione, la fece radere al suolo.
Ebbe una relazione adulterina con Decimo Giunio Silano, per la quale venne esiliata (anno 9) dal nonno Augusto sull'isola di Tremerus (le moderne Isole Tremiti). Questo stesso adulterio fu, secondo alcuni, anche la causa della relegatio cui fu condannato il poeta Ovidio. Un figlio che nacque dopo il suo arrivo nel luogo di esilio venne dichiarato illegittimo per volere dell'imperatore, e condannato all'expositio. 
Giulia rimase sull'isola per il resto della sua vita, vivendo grazie ai contributi concessile dall'Augusta Livia Drusilla. Quando morì, nel 28 o 29, venne seppellita sull'isola, in quanto, come già successo alla madre, venne proibito da Tiberio di conservare le sue ceneri nella tomba di famiglia, il Mausoleo di Augusto.